# Zé Welison
José Welison da Silva (São Pedro, Brasil; 11 de marzo de 1995), conocido como Zé Welison, es un futbolista brasileño. Juega de centrocampista y su equipo actual es el Fortaleza de la Serie A.

## Trayectoria
Zé Welison entró a las inferiores del Vitória en 2011 proveniente del ABC, y fue promovido al primer equipo en 2014. En su primer año, fue incluido en el equipo ideal del Campeonato Baiano 2014, y disputó 21 encuentros de Serie A con Vitória.
El 28 de junio de 2018, tras cinco temporadas en el Vitória, Zé Welison fue cedido al Atlético Mineiro, y firmó en el club a la temporada siguiente.

## Selección nacional
Disputó la Panda Cup con la selección sub-19 de Brasil.

## Estadísticas
Actualizado al último partido disputado el 4 de octubre de 2023.
| Club                      | Div.          | Temporada     | Liga  | Liga  | Estatal | Estatal | Copas nacionales | Copas nacionales | Copas internacionales | Copas internacionales | Total | Total |
| Club                      | Div.          | Temporada     | Part. | Goles | Part.   | Goles   | Part.            | Goles            | Part.                 | Goles                 | Part. | Goles |
| ------------------------- | ------------- | ------------- | ----- | ----- | ------- | ------- | ---------------- | ---------------- | --------------------- | --------------------- | ----- | ----- |
| Vitória · Brasil          | 1.ª           | 2014          | 21    | 1     | 6       | 1       | 2                | 0                | 2                     | 0                     | 31    | 2     |
| Vitória · Brasil          | 2.ª           | 2015          | 1     | 0     | 6       | 0       | —                | —                | —                     | —                     | 7     | 0     |
| Vitória · Brasil          | 1.ª           | 2016          | 13    | 0     | 9       | 0       | 3                | 0                | 1                     | 0                     | 26    | 0     |
| Vitória · Brasil          | 1.ª           | 2017          | 7     | 1     | 11      | 1       | 3                | 0                | —                     | —                     | 21    | 2     |
| Vitória · Brasil          | 1.ª           | 2018          | 6     | 0     | 9       | 0       | 6                | 0                | —                     | —                     | 21    | 0     |
| Vitória · Brasil          | Total club    | Total club    | 48    | 2     | 41      | 2       | 14               | 0                | 3                     | 0                     | 106   | 4     |
| Atlético Mineiro · Brasil | 1.ª           | 2018          | 15    | 0     | —       | —       | —                | —                | —                     | —                     | 15    | 0     |
| Atlético Mineiro · Brasil | 1.ª           | 2019          | 18    | 0     | 9       | 0       | 3                | 0                | 12                    | 0                     | 42    | 0     |
| Atlético Mineiro · Brasil | 1.ª           | 2020          | 0     | 0     | 7       | 0       | 1                | 0                | 1                     | 0                     | 9     | 0     |
| Atlético Mineiro · Brasil | Total club    | Total club    | 33    | 0     | 16      | 0       | 4                | 0                | 13                    | 0                     | 66    | 0     |
| Botafogo · Brasil         | 1.ª           | 2020          | 17    | 0     | —       | —       | —                | —                | —                     | —                     | 17    | 0     |
| Botafogo · Brasil         | 1.ª           | 2021          | —     | —     | 5       | 0       | 1                | 0                | —                     | —                     | 6     | 0     |
| Botafogo · Brasil         | Total club    | Total club    | 17    | 0     | 5       | 0       | 1                | 0                | 0                     | 0                     | 23    | 0     |
| Sport Recife · Brasil     | 1.ª           | 2021          | 31    | 2     | 2       | 0       | —                | —                | —                     | —                     | 33    | 2     |
| Sport Recife · Brasil     | Total club    | Total club    | 31    | 2     | 2       | 0       | 0                | 0                | 0                     | 0                     | 33    | 2     |
| Fortaleza · Brasil        | 1.ª           | 2022          | 27    | 2     | 4       | 2       | 5                | 0                | 8                     | 0                     | 44    | 4     |
| Fortaleza · Brasil        | 1.ª           | 2023          | 14    | 1     | 11      | 0       | 4                | 0                | 12                    | 3                     | 41    | 4     |
| Fortaleza · Brasil        | Total club    | Total club    | 41    | 3     | 15      | 2       | 9                | 0                | 20                    | 3                     | 85    | 8     |
| Total carrera             | Total carrera | Total carrera | 170   | 7     | 79      | 4       | 28               | 0                | 36                    | 3                     | 313   | 14    |

## Palmarés

### Títulos estatales
| Título              | Club             | País            | Año  |
| ------------------- | ---------------- | --------------- | ---- |
| Campeonato Baiano   | EC Vitória       | Bahía           | 2016 |
| Campeonato Baiano   | EC Vitória       | Bahía           | 2017 |
| Campeonato Mineiro  | Atlético Mineiro | Minas Gerais    | 2020 |
| Campeonato Cearense | Fortaleza EC     | Ceará           | 2022 |
| Copa do Nordeste    | Fortaleza EC     | Región Nordeste | 2022 |
| Campeonato Cearense | Fortaleza EC     | Ceará           | 2023 |
| Copa do Nordeste    | Fortaleza EC     | Región Nordeste | 2024 |